# Frankfort Cinema
El Frankfort Cinema fue un planeador fabricado en los Estados Unidos en los años 30 y 40 del siglo XX, y que fue usado por las Fuerzas Aéreas del Ejército de los Estados Unidos como planeador de entrenamiento bajo la designación TG-1.

## Diseño y desarrollo
Era un diseño de ala alta arriostrada con cabina totalmente cerrada. Diseñado originalmente como un monoplaza, se produjo una versión biplaza designada Cinema II poco después, siendo presentado este diseño cuando el Ejército emitió un requerimiento de planeadores de entrenamiento. Al mismo tiempo, a la compañía se le concedieron contratos de producción de planeadores de transporte, los CG-1 y CG-2.
Sin embargo, Frankfort carecía de recursos para producir rápidamente grandes cantidades de planeadores, y solo se entregaron 43 TG-1. La designación TG-1 también se aplicó a 10 Cinema civiles que fueron requisados y puestos en servicio con el Ejército, en 1942.
El mismo año, se requisó un HC-1 Cinema construido Louis Harper y Stan Concoran, con la matrícula civil N18133, perteneciendo en ese momento (30 de junio de 1942) a Fred R. Thacher. Recibió la designación TG-23 y la matrícula militar 42-57192.

## Variantes
Cinema
Diseño básico.
Cinema II
Versión biplaza.
TG-1
Designación de las USAAF dada al Cinema II.
TG-23
Designación de las USAAF dada a un Cinema I requisado (n.º de serie 42-57192).

## Operadores
Estados Unidos
- Fuerzas Aéreas del Ejército de los Estados Unidos

## Supervivientes
- Cinema II de 1942: US Southwest Soaring Museum,[2] almacenado, pendiente de restaurar.
- TG-1A "Cinema B" de 1942: Western Antique Aeroplane and Automobile Museum (WAAAM), Hood River, Oregón, en exhibición, pendiente de restaurar.

## Especificaciones

### Características generales
- Tripulación: Uno (piloto)
- Capacidad: Un pasajero
- Longitud: 7,1 m (23,3 ft)
- Envergadura: 14,1 m (46,3 ft)
- Peso vacío: 227 kg (500,3 lb)
- Peso cargado: 417 kg (919,1 lb)
- Alargamiento alar: 10:7
- Régimen de descenso: 1,0 m/s
- Máximo régimen de planeo: 20

### Rendimiento
- Velocidad máxima operativa (Vno): 130 km/h (81 MPH; 70 kt)

## Aeronaves relacionadas

### Secuencias de designación
- Secuencia TG-_ (Planeadores de Entrenamiento del USAAC/USAAF, 1941-1948): TG-1 - TG-2 - TG-3 - TG-4 -- TG-20 - TG-21 - TG-22 - TG-23 - TG-24 - TG-25 - TG-26 →